# Laura Allen (Maskenbildnerin)
Laura Beth Allen (* Dezember 1986) ist eine britische Maskenbildnerin aus London. Sie ist seit 2006 für Film und Fernsehen tätig, zunächst als Auszubildende. Seit 2019 wird sie in den Credits auch namentlich aufgeführt. Für ihre Arbeit an Emma erhielt sie gemeinsam mit Marese Langan und Claudia Stolze 2021 eine Oscar-Nominierung in der Kategorie Bestes Make-up und beste Frisuren. Dies war ihre erste Nominierung überhaupt.

## Filmografie (Auswahl)
- 2019: Blinded by the Light
- 2019: Born a King
- 2019: The Crown (Fernsehserie)
- 2020: Emma
- 2020: Rebecca
- 2020: Pixie – Mit ihr ist nicht zu spaßen (Pixie)